# Klemens Szaniawski

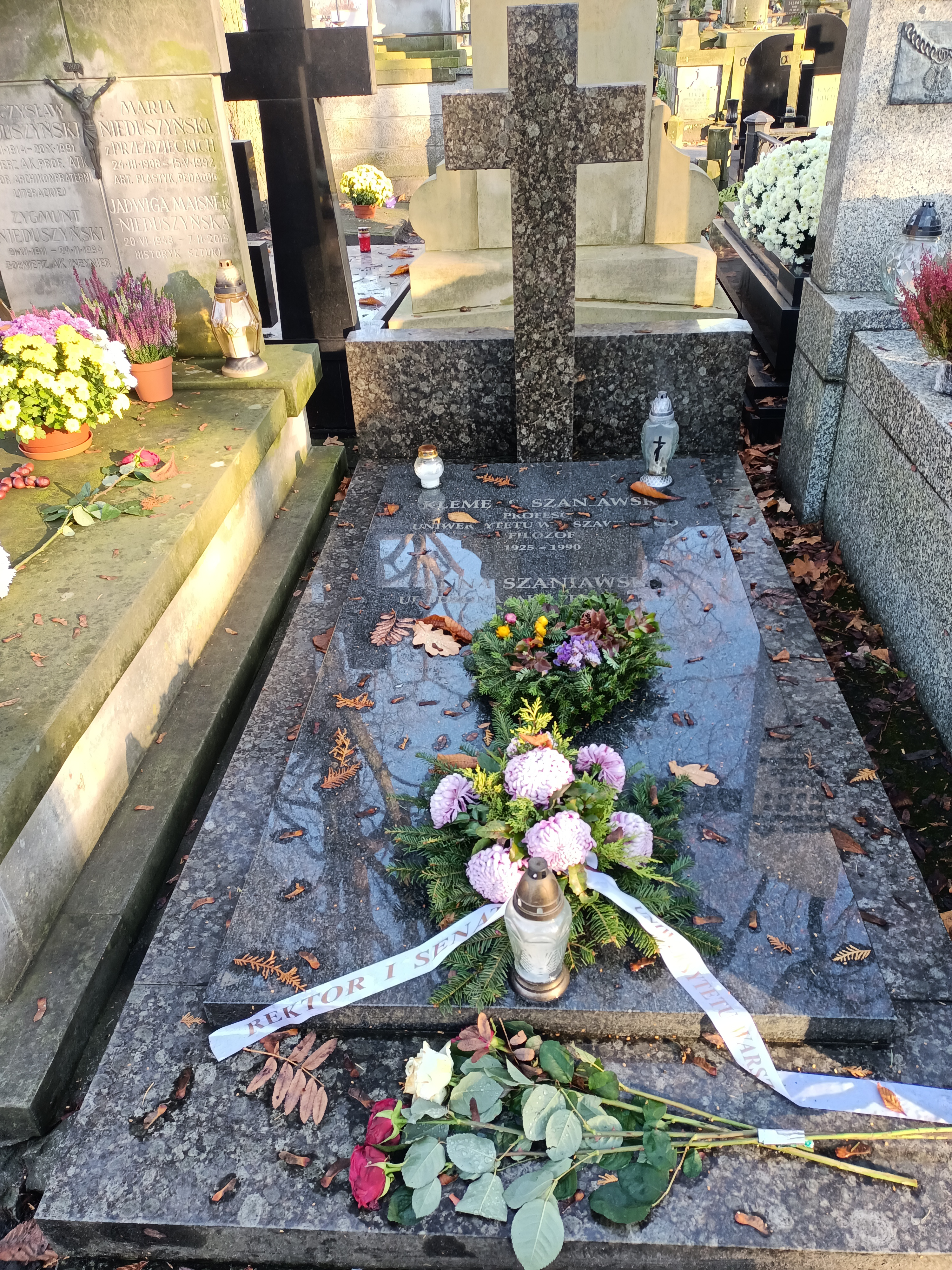
Grób Klemensa Szaniawskiego na cmentarzu Powązkowskim

Klemens Karol Szaniawski (ur. 3 marca 1925 w Warszawie, zm. 5 marca 1990 tamże) – polski filozof specjalizujący się w logice, metodologii i filozofii nauki, profesor Uniwersytetu Warszawskiego, wolnomularz.
W latach 1964–1972 kierownik Katedry Metod Badawczych w Socjologii, a w latach 1972–1990 kierownik Zakładu Logiki w Instytucie Filozofii Uniwersytetu Warszawskiego. Od 1968 dziekan Wydziału Filozofii i Socjologii UW, w 1984 wybrany na rektora UW (jego wybór został odrzucony przez ministra oświaty). Pracownik naukowy w Zakładzie Logiki Instytutu Filozofii i Socjologii PAN. Autor ponad stu prac naukowych, w latach 1970–1974 redaktor naczelny czasopisma Studia Logica. Od 1977 przewodniczący Zarządu Głównego Polskiego Towarzystwa Filozoficznego, określany „jedną z czołowych postaci polskiej sceny filozoficznej XX w.”. Żołnierz Armii Krajowej, powstaniec warszawski, więzień obozów koncentracyjnych Auschwitz i Mauthausen. Działacz opozycji demokratycznej w okresie PRL, uczestnik obrad Okrągłego Stołu po stronie solidarnościowej.

## Życiorys
Urodził się w 1925 roku w Warszawie jako syn Władysława Szaniawskiego herbu Junosza. W latach przedwojennych rozpoczął naukę w I Państwowym Gimnazjum i Liceum im. Stefana Batorego. Maturę zdał w 1942 na tajnych kompletach w I Państwowym Gimnazjum i Liceum im. Stefana Batorego. Po maturze w 1942 rozpoczął studia filozoficzne i matematyczne w tajnym Uniwersytecie Warszawskim. W tym okresie jego nauczycielami byli: Jan Łukasiewicz, Tadeusz Kotarbiński, Władysław Tatarkiewicz, Maria i Stanisław Ossowscy oraz Henryk Hiż. Jego ojciec został rozstrzelany przez Niemców w Lasach Chojnowskich k. Stefanowa w 1943 roku.
Klemens Szaniawski w 1944 jako żołnierz Armii Krajowej wziął udział w powstaniu warszawskim. Walczył na Sadybie, w batalionie „Oaza”. Po upadku powstania został wywieziony do Auschwitz, następnie do Mauthausen. Więziony był do końca wojny. Po wyzwoleniu obozu spędził miesiąc w amerykańskim szpitalu. W czerwcu 1945 powrócił do Polski.
1 września 1945 wznowił studia i rozpoczął pracę asystenta na Uniwersytecie Łódzkim w Katedrze Nauki o Moralności. Tam spotkał się z Janiną i Tadeuszem Kotarbińskimi oraz Marią i Stanisławem Ossowskimi. W 1947 uzyskał tytuł magistra na podstawie pracy pt. Morał bajki dydaktycznej La Fontaine’a. W 1949 został przeniesiony wraz z całą katedrą na Uniwersytet Warszawski.
W 1950 obronił doktorat pod tytułem: Analiza pojęcia honoru na tle grup rycerskich Europy średniowiecznej. Dwa lata później zlikwidowano Katedrę Nauki o Moralności na Uniwersytecie Warszawskim. Szaniawskiego przeniesiono do Katedry Logiki, kierowanej wówczas przez Tadeusza Kotarbińskiego. Na przełomie lat 1957/1958 przebywał na stypendium na University of Cambridge, gdzie miał okazję współpracować z Richardem B. Braithwaitem i Jerzym Spławą-Neymanem.
W 1961 Klemens Szaniawski habilitował się na podstawie pracy zatytułowanej U podstaw indukcji statystycznej. W 1968 został mianowany dziekanem Wydziału Filozofii i Socjologii UW. W 1969 uzyskał tytuł profesora nadzwyczajnego, a w 1977 przyznano mu profesurę zwyczajną.
Pracował w Zakładzie Logiki Instytutu Filozofii i Socjologii PAN, kierowanym przez Kazimierza Ajdukiewicza. W latach 1964–1972 kierował Katedrą Metod Badawczych w Socjologii, później, w latach 1972–1990, Zakładem Logiki w Instytucie Filozofii Uniwersytetu Warszawskiego. W tym czasie współorganizował i uczestniczył w konwersatorium Doświadczenie i Przyszłość. W 1977 obrany został przewodniczącym Zarządu Głównego Polskiego Towarzystwa Filozoficznego. Był też członkiem Komitetu Nauk Filozoficznych i Komitetu Naukoznawstwa PAN.
W latach 1970–1974 był redaktorem naczelnym Studia Logica. Należał do rad redakcyjnych wielu krajowych i zagranicznych czasopism naukowych, m.in.: Synthese. Był autorem ponad stu prac naukowych, wielu opublikowanych po angielsku i za granicą. 20 sierpnia 1980 roku podpisał apel 64 uczonych, pisarzy i publicystów do władz komunistycznych o podjęcie dialogu ze strajkującymi robotnikami. W latach 1980–1981 był przewodniczącym komisji Senatu Uniwersytetu Warszawskiego ds. analizy niewłaściwych decyzji personalnych władz UW podjętych w latach 1968–1980. W 1984 został wybrany rektorem UW, wybór ten napotkał jednak weto ministra. Do śmierci przewodniczył Komitetowi Porozumiewawczemu Stowarzyszeń Twórczych i Naukowych, który doprowadził do zwołania Kongresu Kultury Polskiej w grudniu 1981.
12/13 grudnia 1981 został aresztowany i osadzony w obozie dla internowanych w Białołęce.
W okresie stanu wojennego działał w podziemnych strukturach „Solidarności”, a także m.in. w Społecznym Komitecie Nauki. Był również działaczem nielegalnego Komitetu Obywatelskiego przy Lechu Wałęsie, reprezentował stronę solidarnościową w otwarciu obrad Okrągłego Stołu. Uczestnik prac Centrum Obywatelskich Inicjatyw Ustawodawczych Solidarności. Ostatni rok życia spędził w Stanach Zjednoczonych w waszyngtońskim The Wilson Center. Wrócił do kraju jesienią 1989.
Zachorował na raka płuca. Zmarł w Warszawie 5 marca 1990. Został pochowany na cmentarzu Powązkowskim (kw. 17-4-3).
Towarzystwo Popierania i Krzewienia Nauk organizuje coroczny konkurs imienia Klemensa Szaniawskiego na najwybitniejsze prace doktorskie w dziedzinie nauk społecznych i humanistycznych.
3 maja 2007 Prezydent RP Lech Kaczyński odznaczył pośmiertnie Klemensa Szaniawskiego Krzyżem Komandorskim z Gwiazdą Orderu Odrodzenia Polski.

## Zainteresowania i poglądy

### Filozofia nauki
Twórczość Klemensa Szaniawskiego koncentruje się na problematyce związanej z nauką. Dużo uwagi poświęcał filozofii nauki, świadczą o tym artykuły poświęcone jej zagadnieniom. Twierdził, że uzasadniona powaga i popularność tej dziedziny spowodowana jest respektem dla nauki oraz przeświadczeniem, że głównym celem filozofii jest dociekanie źródeł oraz prawomocności wiedzy. Prawdziwą wiedzę zaś zapewnić może tylko nauka.
Szaniawski wyróżniał trzy rozumienia terminu „nauka”: nauka jako praca badawcza, nauka jako wytwór pracy badawczej oraz nauka jako instytucja społeczna i administracyjna.
Naukoznawstwo powstało według niego wskutek uświadomienia sobie potrzeby sondowania rozwoju nauki w celu jej administrowania i finansowania. Szerokie analizy objęły wówczas naukę, jej historię i rolę w społeczeństwie. Praktycznie zorientowane naukoznawstwo zajmuje się m.in.: heurystyką, psychologią twórczości, dziejami poszczególnych dyscyplin, ilościowym i jakościowym rozwojem nauki. Filozofia nauki, jako część naukoznawstwa, przyjmuje za przedmiot badań działalność badawczą i jej wytwór.
W zakresie dociekań filozofii nauki Szaniawski sytuuje zawartość twierdzeń i strukturę teorii naukowych. Rozważania na ten temat przysparzają wielu trudności, na przykład: kiedy uznać daną tezę za definicję zawartych w niej pojęć, kiedy zaś traktować jako asercję, której składniki czerpią swe znaczenie z innych źródeł. Właśnie w porządkowaniu teorii naukowych upatruje Szaniawski cel ich filozoficznie pojętej rekonstrukcji. Jej podstawowym narzędziem jest teoria modeli. Jednocześnie Szaniawski uwypukla ograniczenia tego programu, twierdząc, że sprawdził się jedynie w przypadku teorii najprostszych.
Według Szaniawskiego zadanie filozofii nauki nie polega na samym tylko opisie teorii naukowych. Powinna ona badać również procesy towarzyszące powstawaniu teorii naukowej. Gdy zaś uda się wyeksplikować pewien często powtarzany schemat postępowania naukowców, powstaje problem czy go zalecać, a jeśli tak, to na jakiej podstawie. Odpowiedź pozytywna na pierwszą część tego pytania naraża filozofię na zarzut manipulowania nauką.
Należy wobec tego w filozofii nauki obierać strategię, którą Ajdukiewicz nazywał metodologią rozumiejącą. Sednem problematyki metodologicznej jest skuteczność proponowanej przezeń metody. Argumenty opowiadające się za tą metodą obejmować powinny cele, którym ma służyć i odwoływać się do jej skuteczności. Pojęcie skuteczności definiować można za pomocą prawdopodobieństwa osiągnięcia założonego celu. Jeśli cel badań nie jest jasno określony, należy posługiwać się zaleceniem w postaci warunkowej: „jeśli celem jest..., to postępować należy...”. Metodologia rozumiejąca pozbawiona jest arbitralności, ponieważ traktuje poszczególne metody jako środki osiągnięcia celu. Może posługiwać się na szeroką skalę teorią decyzji. Dzięki temu narzędziu analizy stają się ścisłe a ich wyniki weryfikowalne.

#### Obiektywność w nauce
Szaniawski podejmuje się próby eksplikacji pojęcia obiektywności nauki. Obiektywność można rozumieć jako bezstronność, intersubiektywną sprawdzalność oraz wolność od ocen.
1. Obiektywność = bezstronność, przeciwieństwo tendencyjności. Szaniawski określa mianem tendencyjności wpływ preferencji, określonych na zbiorze możliwych rozwiązań danego problemu, na wybór rozwiązania. Jego zdaniem preferencje nieodzownie wpisane są w każdą działalność naukową. Powinny one jednak ograniczać się do kryterium wyboru rozwiązania problemu. Po wybraniu kryterium to powinno być stosowane konsekwentnie, bez względu na wynik procedury. Postulat tak rozumianej obiektywności w nauce jest elementem etyki zawodowej uczonego. Twierdzenia o obiektywności badacza zaś muszą mieć charakter hipotetyczny, ponieważ są przedmiotem domniemań. Brak tak rozumianej obiektywności naukowca pociąga za sobą wiele zagrożeń, m.in.: negatywny wpływ na społeczeństwo – autorytet uczonego jest społecznie skutecznym środkiem perswazji, wspólnota poglądów zacieśnia więzi społeczne – wyróżniona hipoteza badawcza przejmuje funkcję dogmatu, a w wewnętrznych strukturach środowiska naukowego tworzą się szkodliwe więzi o charakterze lojalnościowym.
2. Obiektywność = intersubiektywna sprawdzalność. Twierdzenie jest intersubiektywnie sprawdzalne, gdy istnieje metoda pozwalająca przekonać się o prawdziwości lub fałszywości tego twierdzenia. Trudność tkwi w metodologii nauk, w której – według Szaniawskiego – procedury weryfikacyjne rzadko są artykułowane. Co więcej, metody empirycznej weryfikowalności twierdzeń są na ogół niekonkluzywne. Z danych empirycznych nie wynika bowiem twierdzenie, ani jego negacja, a co najwyżej alternatywa, w której skład wchodzi twierdzenie lub jego negacja. Poza tym Szaniawski podkreśla niewykonalność weryfikacji wyizolowanego twierdzenia. Z tych powodów uważa związek pomiędzy danymi empirycznymi a twierdzeniami za probabilistyczny. Intersubiektywna sprawdzalność nie przysługuje zaś probabilistycznym metodom weryfikacji twierdzeń nauk empirycznych. Trudno bowiem wyeksplikować decyzje badacza, ponieważ jego działania są w istotnej mierze powodowane czynnikami środowiskowymi. Wobec tych argumentów niektórzy filozofowie odrzucają postulat intersubiektywnej sprawdzalności, proponując w zamian kryterium zgody ludzi kompetentnych. Takie, socjologiczne, podejście do nauki nie tłumaczy skuteczności i trafności przewidywań oraz postępu w nauce. Szaniawski wnosi, aby na nowo zinterpretować postulat intersubiektywnej sprawdzalności, uchylając warunek ścisłego zdeterminowania hipotez wysuwanych na podstawie danych empirycznych.
3. Obiektywność = wolność od ocen. Istnieje pogląd głoszący, że sądy wartościujące nie wchodzą w skład zbioru twierdzeń danej nauki. Wszelkie rozstrzygnięcia natury aksjologicznej wyprowadzają poza domenę nauki. Pojawia się tutaj problem aksjologiczności nauki oraz pytanie o to, jak wyróżnić prawdy naukowe spośród ogółu prawd. Jako najbardziej wartościowe podkreśla stanowisko Kotarbińskiego, według którego do nauki należy każde poprawnie postawione pytanie i każda dostatecznie uzasadniona odpowiedź. To rozstrzygnięcie nie wyodrębnia jednak nauki w społecznym podziale pracy.

Z rzeczywistości naukowej Szaniawski wnosi, że określenia oceniające takie, jak: „banalne”, „oryginalne”, „głębokie”, „płytkie”, „eleganckie”, „ciężkie” są w powszechnym użyciu w środowisku naukowym. Co więcej, orzeczenie ich o danym twierdzeniu wpływa na decyzję o przyjęciu go w obręb nauki. Postulat całkowitego wyeliminowania ocen z nauki nie wydaje się być realizowalny. Należy jednak eliminować oceny w nauce wszędzie tam, gdzie to możliwe. Gdzie zaś oceny występują nieuchronnie – ujawniać je, dyskutować i uzgadniać. „Subiektywność sądów przynosi nauce największą szkodę, gdy jest maskowana obiektywnością”.
Zagadnienie ocen, które współdeterminują przebieg i wynik procesu badawczego można z powodzeniem rozważać w terminach teorii decyzji stosując uporządkowanie i miarę preferencji badacza. Pytania, które wychodzą na światło dzienne przy takim ujęciu procesu badawczego są następujące: Jakie cele wyznaczają te wartości? Czy są wspólne wszystkim badaczom? Czy ich decyzje gwarantują zgodność wyników ich prac? Decyzje podejmowane w obrębie nauki, polegające na wartościowaniach dotyczą: organizacji badań, ustalania ich planu, alokacji środków materialnych, upowszechniania wyników, ich praktycznemu wykorzystania. Kryteria podejmowania tych decyzji są w dużej mierze dowolne. Rozważenie tego rodzaju procesów w dobrze określonych terminach teorii decyzji mogłoby, według Szaniawskiego, pomóc w ustaleniu nowych standardów.
Szaniawski stwierdza, że obiektywność nauki nie jest w pełni osiągalna, bez względu na to, jak ją rozumiemy. Pozostaje jednak ideałem, do którego warto próbować się zbliżyć.

#### Twórczość w nauce
Rozważania na temat twórczości w nauce rozpoczyna Szaniawski od analizy pojęcia metody i próby odpowiedzenia na pytanie: czy metoda i twórczość są zjawiskami z natury się wykluczającymi.
Szaniawski proponuje rozumieć metodę jako sposób postępowania nadający się do systematycznego stosowania. Zauważa, że metody naukowe w postaci eksplikowanej przez metodologię cechują się różnym stopniem zdeterminowania. Na ogół odbiegają pod tym względem od skrajnego przypadku, jakim jest algorytm. Mają mniejszy poziom dookreśloności, co pozostawia badaczowi miejsce na swobodną decyzję. Tutaj właśnie widzi Szaniawski miejsce dla twórczości. Struktura teorii naukowej nie jest w pełni algorytmizowalna.
Celem nauki jest stawianie i rozwiązywanie problemów. Obie te czynności wymagają inwencji. Mimo to, Szaniawski uważa, że twórczość nie jest warunkiem zakwalifikowania działalności jako naukowej. Nauka jest przedsięwzięciem zbiorowym, w którym znaczenie ma również działalność wyzuta z twórczości – zestandaryzowana praca polegająca na: klasyfikacjach, pomiarach, zbieraniu i przetwarzaniu danych.
Procedury naukowe mogą więc być do pewnego stopnia rekonstruowane środkami logiki i matematyki. Jednak metoda naukowa nie jest w pełni algorytmiczna. Pojęcie metody w działalności naukowej jest paradoksalne tylko wtedy, gdy metodę pojmuje się jako algorytm a naukę jako czystą twórczość.

#### Autorytet w nauce
W ujęciu metodologicznym autorytet nie odgrywa w nauce żadnej roli, ponieważ, jak twierdzi Szaniawski: w nauce racje są bezosobowe. Pojęcie nauki jako wytworu nie tłumaczy jednak procesu powstawania teorii naukowych. Z socjologicznego punktu widzenia interesującą problematykę związaną z nauką wyznaczają: rola nauki w społeczeństwie, jej struktura organizacyjna, alokacja środków, konsekwencje odkryć, dynamika rozwoju nauki oraz nieformalne relacje w środowisku uczonych. Tutaj odnajduje Szaniawski miejsce dla rozważań na temat roli autorytetu w nauce. Może ona polegać na tworzeniu standardów, wyznaczaniu „poziomu aspiracji”. Opanowywanie zasad pracy naukowej przez młodych adeptów nauki przebiega na drodze naśladownictwa – metody rzadko bywają formułowane. Ważną funkcję autorytetu upatruje Szaniawski we wpływie na decyzje dotyczące badań naukowych, doradztwo, opiniowanie prac i osób, klasyfikowanie ich pod względem przydatności do pracy naukowej. Decyzje te mają z konieczności charakter subiektywny, nie istnieją bowiem zadowalająco precyzyjne kryteria ważności wyniku. Według Szaniawskiego na autorytet naukowy składać się muszą: wysoki status zawodowy uczonego oraz jego sylwetka etyczna. Zawartość komponenty moralnej autorytetu naukowego jest funkcją przemian zachodzących w nauce i w jej sytuacji społecznej.

#### Informacja w nauce
Pogląd, w myśl którego działalność naukowa jest procesem poszukiwania informacji ma swe źródło w konsekwencjach rozumienia procedur naukowych jako ukierunkowanych na jeden cel: dążenie do prawdy. Gdyby tak było, nauka prawdopodobnie nie wzbiłaby się ponad poziom tautologii logicznych, które można łatwo uzyskiwać.
Szaniawski jest zwolennikiem kompromisu pomiędzy dwiema, w interpretacji teoriodecyzyjnej – sprzecznymi, wartościami w nauce: informacją i prawdą. Aby wyrazić informacyjną koncepcję nauki, do definicji tzw. wskaźnika użyteczności epistemicznej wprowadza wskaźnik informacji. Umożliwia to porównanie możliwych konkluzji pod względem ilości zawartej w nich treści. Ta z kolei zależy inwersyjnie od aposteriorycznego prawdopodobieństwa tej konkluzji. Wprowadzona przez niego reguła pozwala przenieść wspomniany wyżej konflikt na oś: prawda – ekonomia przesłanek. Występujący w niej parametr wyraża, w którym miejscu przerwać pozyskiwanie nowych przesłanek.

### Metodologia

#### Metodologia pragmatyczna
W metodologii Szaniawski wyróżnia: metodologię apragmatyczną i pragmatyczną. Metodologia apragmatyczna bada naukę jako wytwór, czyli system zdań. Metodologia pragmatyczna, jako metodologia szeroko rozumianego naukoznawstwa, bada naukę w tzw. „kontekście odkrycia”. Angażuje pojęcia akceptacji zdania, subiektywnego prawdopodobieństwa zdania, celu badań naukowych. Pożyteczne dla metodologii pragmatycznej okazują się pojęcia teorii decyzji, szczególnie zaś pojęcie wartościowania działań podjętych w wyniku decyzji. Takie wartościowanie jest odbiciem celów działalności naukowej. Jednym z tych celów jest, twierdzi Szaniawski, zdobywanie informacji. Rozważania na temat roli informacji w badaniach naukowych pobudzają do następujących pytań: Jaki charakter ma informacja dostarczana przez badania naukowe? Jak jest wykorzystywana w procesie podejmowania decyzji przez badacza? Jaka jest wartość informacji z punktu widzenia określonego problemu decyzji? Z tą problematyką wiąże Szaniawski kwestie praktyczne, istotne dla rozwoju nauki: jakiej informacji poszukiwać w procesie badań naukowych, jaką cenę za nią płacić oraz jak tę informację spożytkować?

#### Problem decyzji

##### Matematyzacja nauk społecznych
Szaniawski uważa, że metody matematyczne są w socjologii niedostatecznie eksploatowane. Odrzuca często wypowiadany pogląd o przydatności jedynie elementarnych środków matematyki do modelowania zjawisk społecznych. Prymitywność metod matematycznych stosowanych w socjologii jest, jego zdaniem, przyczyną zastoju w tej dziedzinie. Uważa, że prostoty powinno się szukać nie w narzędziach teorii, ale wśród jej założeń. W wielu swych artykułach podkreśla, że uprawianie socjologii przy pomocy metod matematycznych nie jest związane z jakimkolwiek poglądem na rzeczywistość społeczną. Matematyka jest neutralna w stosunku do problemów rzeczowych socjologii.
Poniżej zaprezentujemy problematykę związaną z wprowadzaniem modeli matematycznych do socjologii. „Modelem matematycznym” danego obiektu będziemy nazywać zbiór, sformułowanych w języku matematyki, postulatów charakteryzujących ten obiekt.
Istnieją co najmniej dwa sposoby wprowadzania modeli matematycznych do socjologii:
- Matematyzacja istniejących teorii socjologicznych.
- Względnie niezależne od teorii dopasowywanie struktury formalnej do stwierdzonych faktów.

Oba sposoby sprawiają wiele trudności. Pierwszy uniemożliwiany bywa werbalnym charakterem istniejących teorii socjologicznych: niejasnością sformułowań i relacji pomiędzy twierdzeniami. Ponadto trudne do matematycznego eksplikowania jest obecne w socjologii pojęcie przyczyny. Wprowadzanie modeli w drugi z wymienionych sposobów jest problematyczne z powodu charakteru wymagających wyodrębnienia i opracowania danych, nad którymi nadbudowujemy teorie.
Szaniawski dokonał systematyzacji problemów socjologicznych rozstrzyganych metodami matematycznymi. Wyróżnił:
- Modele służące pomiarowi. Służą mierzeniu własności nie podlegających bezpośredniej obserwacji. Własności takie mogą być przetwarzane dopiero wtedy, gdy istnieje metoda ich pomiaru. Metoda mierzenia tych własności ma charakter pośredni i zakłada związki między nimi a cechami obserwacyjnymi. Przykłady: model Guttmanowski, analiza czynnikowa, teoria ukrytej struktury, modele Rascha. Pomiary oparte na tego rodzaju teoriach nie są niezależne od wyboru badanej społeczności. Dodatkowym problemem tych metod jest częsta konieczność jednoczesnego badania wielu własności nieobserwowalnych. W przypadku modeli służących pomiarowi, mamy do czynienia z formułowaniem tzw. regulującej definicji terminu nieostrego. Model taki wprowadza ściślejszy niż w potocznym użyciu sens wyrażenia odpowiadającego badanemu zjawisku.
- Modele służące analizie struktury danej grupy społecznej. Małe grupy społeczne badane są za pomocą socjometrii, teorii organizacji, teorii grafów, macierzy Boole’owskich, kombinatoryki. Grupy społeczne średniej wielkości dostarczają wielu metodologicznych kontrowersji. Twierdzi się często, że nie stosują się do nich zarówno elementarne środki matematyczne, jak i środki analizy matematycznej, ze względu na zbyt przybliżone rozstrzygnięcia. Tę trudność wskazuje Szaniawski jako postulat rozwojowy pod adresem matematyki. Duże grupy społeczne badane są metodami probabilistycznymi oraz za pomocą środków analizy matematycznej.
- Modele dynamiczne. Dzięki wprowadzeniu parametru czasu dotyczą procesów. Są to: teorie uczenia się, modele zmian w postawach indywidualnych i w opinii publicznej, modele rozprzestrzeniania się poglądów. Środki matematyczne przydatne w tych modelach to: równania różniczkowe, odpowiednie działy rachunku prawdopodobieństwa (na przykład teoria procesów Markowa).
- Modele opisowe. Nie wykraczają poza formalną charakterystykę materiału empirycznego, są sposobem reprezentacji danych. Umożliwiają niekiedy odkrycie formalnych własności danej struktury, które nie zostałyby prawdopodobnie zauważone bez użycia matematycznej reprezentacji. Wśród nich wyróżnić można opisowe modele teoriogrowe. Służą opisowi zachowania się jednostek lub grup w sytuacji konfliktu interesów.
- Modele eksplanacyjno – predykcyjne. Zawierają przynajmniej jedną hipotezę nie dającą się wydedukować z danych. Hipotezy takie albo implikują logicznie twierdzenia na temat danych, albo czynią je wysoko prawdopodobnymi. Ponieważ nie są równoważne koniunkcji danych empirycznych, są logicznie mocniejsze i zawierają stwierdzenia nie należące do danych.
- Modele heurystyczne. Zawierają zmienne, które można nazwać „praktycznie niemierzalnymi”. Takie modele nie są wystarczająco precyzyjne by przejść rygorystyczny test empiryczny.
- Modele komputerowe. Polegają na użyciu komputera do tworzenia strukturalnej lub funkcjonalnej analogii przedmiotu badanego. Taka imitacja procesów może – według Szaniawskiego – służyć uniknięciu trudności budowania modeli i szacowania parametrów.
- Modele normatywne. Nie mają charakteru opisowego, dotyczą najczęściej różnych aspektów podejmowania decyzji. Na modele takie, formułowane w języku teorii gier, składają się dyrektywy o postaci: „jeśli tak oto pojmujesz optymalność działania w sytuacji danego typu, to powinieneś zachować się w taki a taki sposób”. Tego rodzaju modele są o tyle cenne, o ile pozwalają precyzyjniej ująć kryteria wartościowania zachowań indywidualnych i zbiorowych, czyli pojęcia takie jak: „zachowanie racjonalne”, „sprawiedliwa zasada podziału dóbr”. Zakładają pewien opis sytuacji rzeczywistych, nie jest on jednak ich celem. Służą wywieraniu wpływu na ludzkie zachowania i jako takie należą do dziedziny socjotechniki. Modele te są wysoko cenione[przez kogo?] w ekonomii, gdzie często stosuje się normatywne metody optymalizacyjne.
- Modelowanie indywidualnego wyboru. Modelowanie takie daje możliwość zdefiniowania pojęcia „zachowania racjonalnego w warunkach niepewności”. Możliwe są dwa typy rozkładu prawdopodobieństwa p: typ Bayesowski oraz „obiektywistyczny”. Pierwszy prezentuje rozkład prawdopodobieństwa p na zbiorze S, reprezentujący osobiste oszacowanie szans zaistnienie elementów S. Racjonalność polega w tym przypadku na wyborze ze zbioru A takiej strategii, która ze względu na p maksymalizuje wartość u. Drugi typ bierze pod uwagę na ogół kilka kryteriów, a decydent ustala parametry w sposób najlepiej reprezentujący jego postawę (np. stopień pesymizmu). W pierwszym przypadku racjonalność to tyle, co spójność ogółu podejmowanych decyzji. Jest tutaj miejsce na czynniki takie, jak „myślenie życzeniowe”. Typ drugi, nie-Bayesowski na podstawie zadanego problemu daje niemal automatyczne rozwiązanie, „niepewność” jest tutaj sprowadzona do ignorancji. Brak tu czynników wprowadzających wolność wyboru, intuicję, wiedzę zastaną. W obu przypadkach model zakłada, że funkcja u jest dana. Nie bierze się więc pod uwagę problemu racjonalnej metody rozwiązywania konfliktu wartości, czyli tego, jak składać wartościowania wielowymiarowe w jedną funkcję użyteczności. Zadanie to pozostawia się psychologii. Modele indywidualnego podejmowania decyzji mogą być użyteczne w badaniach psychologicznych i ekonomicznych.
- Modelowanie zbiorowego podejmowania decyzji. Społeczeństwo traktowane jest tutaj jako zbiór podmiotów. Poszukuje się funkcji z indywidualnych uporządkowań preferencji w ich „społeczne” uporządkowanie. Funkcja ta ma brać pod uwagę wyróżnione pojęcie racjonalności przy uwzględnieniu preferencji osobistych. Badania wykazały, że pojęcie społecznie racjonalnego agregowania preferencji jednostkowych jest wewnętrznie sprzeczne. Pojawia się tu trudna kwestia definicji racjonalności decyzji zbiorowych. W bardziej realistycznym modelu dla każdego podmiotu definiuje się rozkład interesów i rozkład władzy. Jeśli członkom grupy zezwoli się na wymianę władzy nad problemami, to można osiągnąć równowagę pomiędzy władzą a satysfakcją.
- Modelowanie konfliktu. W stosowanym tutaj formalizmie teoriogrowym nie ma jednego rozwiązania problemu racjonalności, poza przypadkiem totalnego konfliktu interesów, czyli w grze o sumie zerowej. Jest to najwcześniejszy formalny model racjonalności zachowań. Modele normatywne dają dobrą eksplikację konfliktu interpersonalnego. W kilku swych odsłonach dają też wyobrażenie o racjonalności w podejmowaniu decyzji zbiorowych: uogólniony dylemat więźnia, uogólniona gra o sprawiedliwy podział, obieg informacji między podmiotami. Dzięki teorii gier z pojęciem decyzji związano pojęcia takie jak: szantaż, władza strategiczna, stopień antagonizmu w konflikcie.

Modele indywidualnego i zbiorowego zachowania racjonalnego obrazują zasadę przewodnią w procesie wyłaniania się decyzji z początkowego chaosu nieokreślonych celów i danych.
Szaniawski uważa za oczywiste, że kryteria oceny modeli normatywnych odwoływać się muszą do zdawania sprawy z ideału racjonalności.
Dziedziną czerpiącą inspirację z modeli normatywnych jest socjotechnika. Trudności w uprawianiu jej środkami teorii decyzji Szaniawski upatruje w wyodrębnieniu początkowej alternatywy działań, ich związku z konsekwencjami, oraz wartościowaniu konsekwencji. Do kreowania przemian społecznych nie wystarcza podejście normatywne – potrzebna jest wiedza o uwarunkowaniu tych przemian, zwłaszcza przez czynniki sterowalne.
Szaniawski podkreśla korzyści płynące ze stosowania metod matematycznych w socjologii:
- Precyzacja twierdzeń i ułatwienie ich weryfikowalności.
- Umożliwienie dedukcji, która wyprowadza poza zależności zaobserwowane.
- Substytut eksperymentu w sytuacjach, gdy eksperyment jest z jakiegoś powodu nie do przeprowadzenia.
- Przetwarzanie danych obserwowalnych (charakterystyka stochastyczna, klasyfikacja, typologia), kondensacja danych empirycznych, konstruowanie pojęć (tych, którym braknie desygnatów bezpośrednio obserwowalnych).

Szaniawski stwierdza, że charakter danych socjologicznych oraz brak swobody badacza podczas procesu ich zbierania sprawiają, że modele socjologiczne rzadko bywają w pełni „deterministyczne”. W związku z tym pojęcia probabilistyczne wprowadzane są już na bardzo niskim poziomie teorii, tj. już w pomiarze danych. Wobec tego formalna złożoność teorii socjologicznych musi być ogromna, nawet gdy w swoim werbalnym sformułowaniu jest stosunkowo prosta.
Ogromny nacisk kładzie Szaniawski na matematyczne przygotowanie socjologów. Jego zdaniem niemożliwy jest całkowity „podział pracy” pomiędzy socjologami zajmującymi się „socjologiczną treścią” i matematykami konstruującymi matematyczne aspekty budowy teorii. Za minimum matematycznego przygotowania socjologów Szaniawski uważa: teorię prawdopodobieństwa, statystykę matematyczną, algebrę oraz obsługę komputerów.
„Socjologia (...) prawdopodobnie dojrzała już do tego, aby stać się teorią w ścisłym sensie tego słowa. W procesie tym matematyka może odegrać taką samą rolę, jaką odegrała w innych gałęziach nauki.”

### Książki
Współautor:
- wraz z J. Pelcem i M. Przełęckim Prawa nauki. Trzy szkice z zakresu logiki, Warszawa 1957.
- wraz z R. Bartoszyńskim i Z. Pawlakiem Matematyczne przyczynki do rozwoju prakseologii, Warszawa 1963.

Redakcja:
- Metody statystyczne w socjologii: wybrane zagadnienia, Warszawa 1968.
- Metody matematyczne w socjologii: zagadnienia wybrane, Wrocław 1971.
- wraz z M. Przełęckim i R. Wójcickim Formal Methods in The Methodology of Empirical Sciences, Dordrecht/D.Reidel 1976.
- The Vienna Circle and The Lvov-Warsaw School, Dodrecht/Nijnhoff International Philosophy Series 38.
- wraz z Z. Cackowskim i J. Kmitą Filozofia a nauka. Zarys encyklopedyczny,
- wraz z J.L. Auspitz, W. Gasparskim i M.K. Mlickim Praxiologies and The Philosophy of Economics, New Brunswick and London 1992.

### Wprowadzenia, posłowia, redakcje
Redakcja:
- Kotarbiński, T. Szkice z historii filozofii i logiki, Warszawa 1979.
- Kotarbiński, T. Historia filozofii, Wrocław 1995.

Wstęp do:
- Mill, J.S. System logiki dedukcyjnej i indukcyjnej, Warszawa 1962.
- Jahoda, G. Psychologia przesądu, Warszawa 1971.
- Russell, B. Autobiografia: 1872–1914, Warszawa 1971.
- Ajdukiewicz, K. Zagadnienia i kierunki filozofii: teoria poznania, Warszawa 1983.
- Popiełuszko, J. Homilie księdza Jerzego Popiełuszki, Warszawa 1984.
- Popiełuszko, J. Zapiski 1980–1984, Warszawa 1985.
- Popiełuszko, J. Kazania patriotyczne: Msze święte w intencji Ojczyzny w czasie stanu wojennego w Polsce, styczeń 1982-sierpień 1984, 9 września 1984: słowo Boże, homilie, modlitwy, poezja, Warszawa 1988.

Redakcja i wstęp do:
- Holbach, P. System przyrody, czyli Prawa świata fizycznego i moralnego T. 1, 2, Warszawa 1957.
- Popper, K. Urok Platona, Warszawa 1987.

Redakcja i posłowie do:
- Popper, K. Wysoka fala proroctw: Hegel, Marks i następstwa, Warszawa 1987.

Tłumaczenie:
- von Neumann, J. Maszyna matematyczna i mózg ludzki, Warszawa 1963.

### Artykuły
- Morał bajki dydaktycznej. Studium z La Fontaine’a, Przegląd Filozoficzny 3/4 (45), 1949, s. 384–399.
- Analiza pojęcia honoru na tle grup rycerskich Europy średniowiecznej, praca doktorska, niepublikowana, przyjęta na UW w roku 1950.
- Prawo, prawidłowość statystyczna, prawdopodobieństwo, w: J. Pelc, M. Przełęcki, K. Szaniawski Prawa nauki, Warszawa 1957, s. 71–85.
- Wnioskowanie czy behaviour?, Studia Filozoficzne 6 (9), 1958, s. 163–175.
- O indukcji eliminacyjnej, w: Fragmenty Filozoficzne. Seria II. Księga pamiątkowa ku uczczeniu czterdziestolecia pracy nauczycielskiej w Uniwersytecie Warszawskim profesora Tadeusza Kotarbińskiego, Warszawa 1958, s. 291–306.
- W sprawie racjonalności zawodnych sposobów wnioskowania, Studia Filozoficzne 2 (11), 1959, s. 26–37.
- Indukcja a uzasadnianie twierdzeń, Studia Filozoficzne 6 (15), 1959.
- Some Remarks Concerning the Criterion of Rational Decision Making, Studia Logica IX, 1960, s. 221–239.
- A Note on Confirmation of Statistical Hypotheses, Studia Logica X, 1960, s. 111–118.
- On Some Basic Patterns of Statistical Inference, Studia Logica XI, 1961, s. 77–87.
- Pewna metoda wyboru hipotezy statystycznej, Studia Filozoficzne 1 (22), 1961, s. 135–143.
- Logika, w: Encyklopedia przyrodnicza, Warszawa 1961.
- A Method of Deciding Between N Statistical Hypotheses, Studia Logica XII, 1961, s. 135–143.
- Pragmatyczne uzasadnianie reguł wnioskowania statystycznego, Studia Filozoficzne 4 (31), 1962, s. 137–147.
- Pragmatyczne uzasadnianie zawodnych sposobów wnioskowania, Studia Logica XIII, 1962, s. 219–223.
- Inference or Behaviour?, Studia Filozoficzne, nr obcojęzyczny 1, 1962, s. 171–179.
- Recenzja książki: Kazimierz Ajdukiewicz Język i poznanie, T. 1, Wybór Pism z lat 1920–1933}, Studia Filozoficzne 1 (28), 1962, s. 215–219.
- W sprawie kanonów indukcji, Ruch Filozoficzny 4, 1962, s. 409–411.
- O pojęciu skuteczności metody działania, Materiały Prakseologiczne IV, 1963, s. 3–7, 24–28 oraz dyskusja.
- wraz z R. Bartoszyńskim i Z. Pawlakiem Matematyczne przyczynki do rozwoju prakseologii, Warszawa 1963.
- Zasada największej wiarogodności. Próba częściowej oceny, w: Rozprawy logiczne. Księga pamiątkowa ku czci Kazimierza Ajdukiewicza, 1964, s. 221–230.
- Filozofia i modele cybernetyczne, w: Cybernetyka: argumenty za i przeciw, 1965, s. 54–59.
- Współczesne ujęcie procedur indukcyjnych, Zagadnienia Naukoznawstwa 2/3, 1965, s. 27–44.
- A Pragmatic Justification of Rules of Statistical Inference, w: The Foundation of Statements and Decision, 1965, s. 301–310.
- Problemy socjologii rozstrzygane przy użyciu metod matematycznych, Studia Socjologiczne 1 (20), 1966, s. 125–141.
- Wnioskowanie czy behaviour?, w: Pawłowski, T. (red.) Logiczna teoria nauki, Warszawa 1966, s. 169–183.
- O pojęciu podziału dóbr, Studia Filozoficzne 2 (45), 1966, s. 61–73.
- Dwie koncepcje indukcji, w: Fragmenty Filozoficzne. Seria III. Księga Pamiątkowa ku Czci Profesora Tadeusza Kotarbińskiego w Osiemdziesiątą Rocznicę Urodzin, Warszawa 1967, s. 269–283.
- Teoria decyzji a etyka, Etyka 2, 1967, s. 7–18.
- The Value of Perfect Information, Synthese 17, 1967, s. 408–424.
- Some Remarks on the Philosophy of Science, Zagadnienia Naukoznawstwa 2 (14), 1968, s. 26–32.
- Informacja a decyzja, Zagadnienia Naukoznawstwa 1 (13), 1968, s. 69–79.
- Logic of Economic Calculus, w: Social Sciences: Problems and Orientation, The Hague 1968, s. 160–166.
- Teoria decyzji a dyrektywy socjotechniczne, w: Podgórecki, A. (red.) Socjotechnika. Praktyczne zastosowania socjologii, Warszawa 1968, s. 71–75.
- Indukcja statystyczna w badaniach socjologicznych, w: Metody statystyczne w socjologii: wybrane zagadnienia, Warszawa 1968, s. 71–88.
- Rola wartościowań w procesie poznawczym, Studia Filozoficzne 1 (56), 1969, s. 175–178.
- Rol’ocenok v poznavatelnom processe, Voprosy Filosofii, Moskwa 1969, s. 56–59.
- Uwagi o matematyzacji socjologii, maszynopis z 1970 opublikowany w: Woleński, J. (wyb. i oprac.) Szaniawski, K. O nauce, rozumowaniu i wartościach: pisma wybrane, Warszawa 1994, s. 55–62.
- O obiektywności nauki, maszynopis opublikowany w: Woleński, J. (wyb. i oprac.) Szaniawski, K. O nauce, rozumowaniu i wartościach: pisma wybrane, Warszawa 1994, s. 8–17.
- O pojęciu informacji, Problemy Organizacji 18, 1970, s. 97–111.
- Zamietki o matematizacji socjologii, w: Sociologia i matematika, Nowosybirsk 1970, s. 18–31.
- Mathematical Models and Social Facts, The Polish Sociological Bulletin 2, 1970, s. 103–106.
- Modele matematyczne a rzeczywistość społeczna, w: S. Nowak (red.) Metodologiczne problemy teorii socjologicznych, Warszawa 1971, s. 241–246.
- Kryteria podejmowania decyzji, w: J. Kozielecki (red.) Problemy psychologii matematycznej, Warszawa 1971, s. 303–324, przekład czeski w: Teorie a metoda IV/1, 1972.
- Pragmatyczna wartość informacji, w: J. Kozielecki (red.) Problemy psychologii matematycznej, Warszawa 1971, s. 325–347, przekład czeski w: Teorie a metoda IV/3, 1972.
- Metodologia prac badawczych, w: Studium w zakresie metodyki prac badawczych i rozwojowych. Materiały szkoleniowe dla kadry zaplecza naukowo-badawczego i rozwojowego, Ośrodek Postępu Technicznego w Katowicach, 1971.
- Prakseologia i jej twórca, w: Kotarbiński, T. Abecadło praktyczności, Warszawa 1972, s. 7–28.
- Information and Decision as Tools of Philosophy of Science, Danish Yearbook of Philosophy 10, Copenhagen/Munskgaard 1973, s. 47–59.
- Metoda i twórczość w nauce, Zagadnienia Naukoznawstwa 2 (34), 1973, s. 163–171.
- O pojęciu uznawania zdań, Studia Filozoficzne 6 (91), 1973, s. 189–197.
- Questions and Their Pragmatic Value, w: Bogdan, R.J., Niiniluoto, I. Logic Language and Probability}, Dodrecht/D. Reidel, 1973, s. 121–123.
- Sociology and Models of Rational Behaviour, Dialectics and Humanism 2, 1974, s. 133–144.
- Logiczne aspekty optymalizacji, Biuletyn Naukowy Instytutu Nauk Ekonomicznych 32, 1974, s. 41–53.
- Two Concepts of Information, Theory and Decision 5, Dodrecht/D. Reidel, 1974, s. 9–21.
- On the Value of Information in Games, w: Th\'eorie de la d\'ecision et applications, Paris, CNIPE Edition, 1975, s. 37–44.
- Formal Analysis of Evaluative Concepts, International Social Sciences Journal 3 (27), New York – Paris/Unesco, 1975, s. 446–457.
- Analyse formelle des concepts evaluatifs, Revele Internationale des Sciences Sociales 3 (27), Paris/Unesco, 1975, s. 471–483.
- La connaissance et le souci des valeurs, w: Maria Ossowska (1896–1974), nadb. z Organon 11, 1975, s. 343–347.
- Metodologia prac badawczych, w: Studium w zakresie metodyki prac badawczych i rozwojowych. Materiały szkoleniowe dla kadry zaplecza naukowo-badawczego i rozwojowego, Ośrodek Postępu Technicznego w Katowicach, 1975.
- Prognoza a podejmowanie decyzji, w: Siciński,A., Rażniewski, A. (red.) Studia z teorii i metodologii prognozowania}, Warszawa 1976, s. 257–266.
- Interpretacje zasady największej wiarogodności, Acta Universitatis Wratislaviensis: Prace Filozoficzne (Logika) 5 (290), 1976, s. 15–22.
- On Sequential Inference, w: Bogdan, R.J. (red.) Local Induction, Dodrecht/D. Reidel, 1976, s. 171–182.
- Filozofia konkretu, Studia Filozoficzne 3 (124), 1976, s. 67–72.
- Types of Information and Their Role in the Methodology of Science, w: Przełęcki, M., Szaniawski, K., Wójcicki R. Formal Methods in metodology of empirical sciences, Wrocław 1976, s. 297–308.
- Interpretations of The Maximum Likelyhood Principle, w: Przęłecki, M., Wójcicki, R. (red.) Twenty-five Years of Logical Maethodology in Poland, Warszawa 1977.
- wraz z W. Gasparskim Praxeology and Decision Theory, w: Jungermann, H., De Zeeuw, G. (red.) Decision Making and Change in Human Affairs, Dodrecht/D. Reidel 1977, s. 491–506.
- Philosophy of the Concrete, w: Dialectics and Humanism 1, 1977, s. 67–72.
- Information in Decision Making. Some Logical Aspects, w: Problems of Formalization in Social Sciences, Wrocław 1977, s. 77–90
- Introduction, w: Problems of Formalization in Social Sciences, Wrocław 1977, s. 7–10.
- Decision Making and Future Research. Some Theoretical Problems, w: Future-Planning-Decision Making, Wrocław 1978.
- On Formal Aspects of Distributive Justice, w: Saarinen, E. et al. (red.) Essays in Honour of Jaakko Hintikka, Dodrecht/D. Reidel 1979, s. 135–146.
- Upowszechnienie logiki a kultura ogólna, Przegląd Humanistyczny 5, 1979, s. 97–103.
- Creativity and Values, Dialectics and Humanism 3, 1979, s. 73–79.
- Sociology and Models of Rational Behaviour, w: Wiatr, J.J. (red.) Polish Essays in The Methodology of The Social Sciences, Dodrecht/D.Reidel 1979, s. 211–224.
- Zasada istnienia autorytetu w środowisku naukowym, w: Goćkowski, J. (red.) Autorytet w nauce, Wrocław 1980, s. 19–26.
- Philosophy of Decision Making, w: Acta Psychologica 45, Amsterdam 1980, s. 327–341.
- Filozofia podejmowania decyzji, Prakseologia 2, 1980, s. 5–20.
- Poland, w: Burr, J.R. (red.) Handbook of World Philosophy, Westpork 1980, s. 281–295.
- Władysław Tatarkiewicz (1886–1980), Kultura i Społeczeństwo 3/4 (24), 1980, s. 3–6.
- Science as an Information-Seeking Process, Postępy Cybernetyki 3 (4), 1981, s. 23–31.
- Probability, w: Marciszewski, W. (red.) Dictionary of Logic as Applied in the Study of Language, Martinus Nijhoff 1981.
- T. Kotarbiński – twórca konkretyzmu i prakseologii, Kwartalnik Pedagogiczny 2, 1981, s. 15–27.
- The Concept of Unreliable Information, w: Łoś, J. (red.) Studies in Economic Theory and Practice, Amsterdam/North-Holland 1981, s. 135–139.
- Plus ratio quam vis, Dialectics and Humanism 1, 1982, s. 43–50.
- Racjonalność jako wartość, Studia Filozoficzne 5/6 (210/211), 1983, s. 7–15.
- Rationality and Its Value, Dialectics and Humanism 2, 1984.
- Philosophical Ideas of T. Kotarbiński, Reports on Philosophy 8, 1984, s. 25–32.
- On Defining Information, Philosophia Naturalis 3/4 (21), 1984, s. 244–249.
- Znaczenie logiki dla kultury umysłowej człowieka, w: Suchodolski, B., Kmita, J. (red.) Nauka w kulturze ogólnej, cz. I: Problemy upowszechnienia postawy naukowej, Wrocław 1985, s. 75–84.
- Podejmowanie decyzji a studia nad przyszłością: niektóre problemy teoretyczne, Studia Nauk Politycznych 5/6 (77/78), 1985, s. 139–150.
- Ajdukiewicz on Non-Deductive Inference, Danish Yearbook of Philosophy 23, 1986.
- Logika i medycyna, Archiwum Historii i Filozofii Medycyny 3 (50), 1987, s. 339–349.
- Prawdopodobieństwo, w: Marciszewski, W. (red.) Logika formalna. Zarys encyklopedyczny, Warszawa 1987, s. 406–419.
- Prawdopodobieństwo, w: Cackowski, Z., Kmita, J., Szaniawski, K. (red.) Filozofia a nauka. Zarys encyklopedyczny, Wrocław 1987, s. 513–519.
- Hipoteza, w: Cackowski, Z., Kmita, J., Szaniawski, K. (red.) Filozofia a nauka. Zarys encyklopedyczny, Wrocław 1987, s. 196–205.
- Informacja, w: Cackowski, Z., Kmita, J., Szaniawski, K. (red.) Filozofia a nauka. Zarys encyklopedyczny, Wrocław 1987, s. 224–251.
- Portret Marii Ossowskiej}, w: Obecność. Leszkowi Kołakowskiemu w 60 rocznicę urodzin, Londyn 1987, Aneks str. 247–252.
- Granice logiki decyzji, Studia Filozoficzne 6/7 (271/272), 1988, s. 309–315.
- O ethosie prawdy, Ethos 23, 1988, s. 89–98.
- Styl intelektualny T. Kotarbińskiego, w: Humanizm, Prakseologia,..., 1989, s. 33–39.
- Philosophy of Science in Poland, w: Krajewski, W. (red.) Polish Philosophers of Science and Nature in the 20th Century, Amsterdam/New York, 2001.

### Opracowania, recenzje, polemiki
- Hołówka, J. E pluribus unum [Klemens Szaniawski], Przegląd Filozoficzny IX, 2000.
- Hołówka, J. Klemens Szaniawski on Practical Knowledge and Choice, w: Płoszajski, J. (red.) Philosophy of Social Choice, s. 95–109.
- Jedynak, A. Wspomnienie o profesorze Klemensie Szaniawskim, Studia Filozoficzne 1 (290), s. 217–221.
- Woleński, J. Klemens Szaniawski – Rationality and Statistical Methods, w: Krajewski, W. (red.) Polish Philosophers of Science and Nature in the 20th Century, Amsterdam/New York 2001.
- Kuc, M. Analiza zasad sprawiedliwości Klemensa Szaniawskiego, w: Studia Socjologiczne 1/2 (156/7), s. 167–209.
- Woleński, J. (wyb. i oprac.) Szaniawski, K. O nauce, rozumowaniu i wartościach: pisma wybrane, Warszawa 1994.
- Woleński, J., Chmielewski, A. (red.) Szaniawski, K. On Science, Inference, Information and Decision Making, Dodrecht/Kluwer Academic Publ. 1998.
- Filozofia Nauki 1 (33), 2001 – materiały z Sesji IF UW, TNW i PTF Między mądrością a nauką. W dziesiątą rocznicę śmierci Klemensa Szaniawskiego, 13 marca 2000:
  - Jadacki, J. Klemens Szaniawski. Między mądrością a nauką, s. 109–114.
  - Jedynak, A. Klemens Szaniawski – osoba i dzieło, s. 123–127.
  - Kuc, M. Klemensa Szaniawskiego metody sprawiedliwego podziału dóbr, s. 129–145.
  - Stróżewski, Wł. Klemensa Szaniawskiego myśli o Uniwersytecie, s. 115–121.
  - Woleński, J. Naturalizm, antynaturalizm i podstawy statystyki, s. 147–155.
- Prakseologia 3/4 (116/117), 1992 – numer poświęcony pamięci Klemensa Szaniawskiego:
  - Biela, A. Decyzja i stres, s. 99–112.
  - Chlewiński, Z., Falkowski, A. Cechy i relacje w prototypowym i egzemplarzowym modelu kategoryzacji, s. 46–78.
  - Goszczyńska, M., Tyszka, T. Co jest stałe, a co zmienne w spostrzeganiu ryzyka: porównawcze badania percepcji ryzyka w Polsce i w innych krajach, s. 121–148.
  - Korwin-Mikke, J. Prolegomena do modelu desekuracji, s. 113–120.
  - Kozielecki, J. Przekroczyć granice Herkulesa, czyli o decyzjach transgresyjnych, s. 79–90.
  - Lissowski, G., Tyszka, T., Wprowadzenie i Zachowana dokumentacja seminarium kierowanego przez profesora Klemensa Szaniawskiego.
  - Lissowski, G. Probabilistyczny podział dóbr, s. 149–166.
  - Lissowski, G., Tyszka T., Okrasa, W. Zasady sprawiedliwości dystrybutywnej. Preferencje studentów polskich i amerykańskich, s. 167–189.
  - Makarczyk, T. Zagadnienie luki decyzyjno-informacyjnej, s. 91–98.
  - Świstak, P. Uogólnione pojęcie pomiaru, s. 35–48.
- Ruch Filozoficzny 3/4 (49), 1992 – Klemens Szaniawski (1925–1990):
  - Pelc, J. Wspomnienie o Klemensie: nasze wspólne lata szkolne i studenckie, s. 237–255.
  - Blegvad, M. Wspomnienie o Klemensie Szaniawskim, s. 257–260.
  - Przełęcki, M. W pierwszą rocznicę, s. 261–262.
  - Siemianowski, A. Klemens Szaniawski (1925–1990), 3/4 (49), s. 227–232.
  - Wincławski, Wł. Miejsce Klemensa Szaniawskiego w socjologii polskiej, s. 233–236.
- Studia Filozoficzne 8/9, 1985 – zbiór prac ofiarowanych Profesorowi Klemensowi Szaniawskiemu:
  - Buczyńska-Garewicz, H. Znak i interpretacja. Semiotyka Peirce’a i hermeneutyka Heideggera, s. 33–46.
  - Hołówka, J. Łukasz i Mateusz, s. 47–58.
  - Jadacki, J. W sprawie granic odpowiedzialności za słowo, s. 81–86.
  - Lissowski, G. Sprawiedliwy podział dóbr, s. 95–114.
  - Pelc, J. Rzecz o twórczym działaniu: notatki z lektur i refleksje, s. 5–18.
  - Przełęcki, M. O Platońskim ideale moralnym, s. 19–32.
  - Sozański, T. Struktura i strukturalizm w matematyce a kierunek strukturalistyczny w naukach społecznych, s. 115–130.
  - Stanosz, B. Dedukcja a behawiorystyczne pojęcie asercji, s. 59–66.
  - Tyszka, T. Czy ewolucja pojęcia racjonalności wyboru?, s. 87–94.
  - Woleński, J. O indukcji i indukcjonizmie, s. 67–80.

### Książki poświęcone Klemensowi Szaniawskiemu
- Lissowski, G. Prawa indywidualne a wybór społeczny, Warszawa 1992.
- Tyszka, T., Zaleśkiewicz, T. Racjonalność decyzji. Pewność i ryzyko, Warszawa 2001.